# Xintiandi

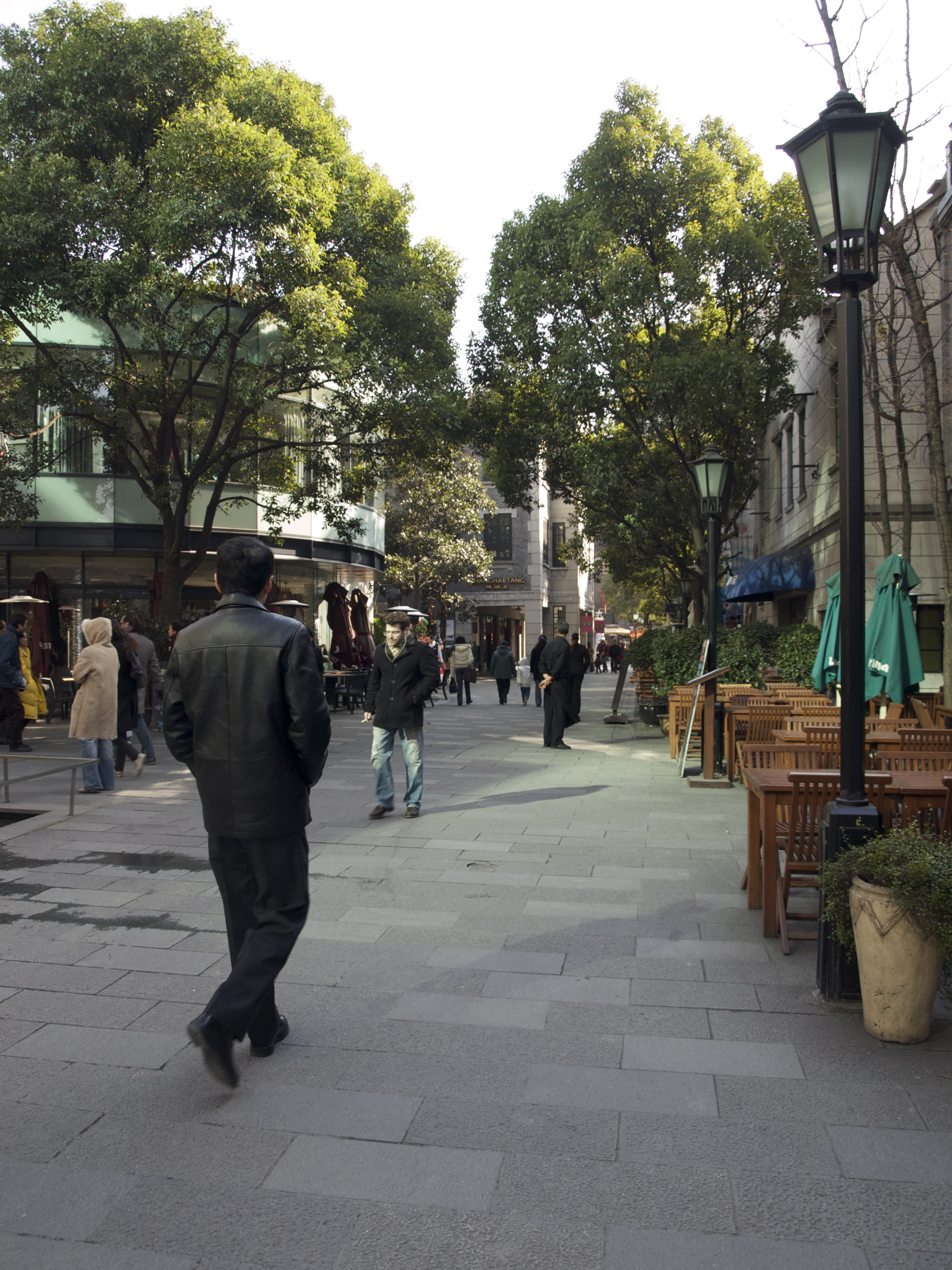
Il quartiere di Xintiandi

Xintiandi  (新天地) è un quartiere pedonale della città di Shanghai, dove è possibile fare shopping, trovare molti ristoranti e punti di incontro. Frequentata principalmente dai turisti, poiché è forse una delle ultime aree della città dove è possibile ammirare l'architettura tipica cinese. È formato da vecchie abitazioni in pietra di tipico stile architettonico cinese, dette shikumen, completamente restaurate ed adibite alle più svariate attività.